# Classe Astute
La classe Astute è una classe di sottomarini nucleari d'attacco (SSN) della Royal Navy. Il programma è stato avviato nel 1994 e il progetto definitivo è stato ordinato nel 1997. Il primo sottomarino della classe, S-119 Astute, è stato varato l'8 agosto 2007 ed entrato in servizio nel 2010. Sono state finanziate 7 unità  su un totale di 8 inizialmente previste, destinate a sostituire i sottomarini nucleari della classe Trafalgar.

## Storia
Negli anni 1980 del XX secolo il Ministero della Difesa della Gran Bretagna avviò una serie di studi relativi ad un nuovo tipo di SSN al fin di sostituire le unità delle classi Swiftsure e classe Trafalgar. A quell’epoca l’US Navy aveva avviato il programma Seawolf in grado di contrastare i progressi tecnologici compiuti dalla Marina sovietica nell’ambito delle unità d’attacco e lanciamissili strategici sottomarini. Il progetto ottenne inizialmente la designazione di FASM, poi mutata in MUFC e infine in SSN-20, e prevedeva un tipo di sommergibile d’attacco dotato di propulsione nucleare potenziata, nuovi tipi di armamento, suite elettronica sonar integrata associata con un sistema di gestione operativa del battello di nuova concezione. La costruzione dello scafo resistente, più ampio dei precedenti tipi, adottava un nuovo tipo di acciaio speciale. I requisiti generali richiedevano forte riduzione della segnatura acustica e grande manovrabilità in immersione ad alta velocità.
Tutte queste richieste comportavano un forte aumento del costo unitario dei nuovi sommergibili rispetto ai precedenti tipi, e subito dopo la caduta del Muro di Berlino e la fine della Guerra fredda, alcuni esponenti politici britannici misero in discussione la necessità di costruire nuovi sottomarini d’attacco. Ciò comportò l’avvio di una serie di studi preliminari per la riduzione dei costi di realizzazione e di supporto del servizio che sfociarono nel progetto Batch 2 Trafalgar (B2T) ma la Royal Navy, resistendo alle pressioni politiche, puntò su un sommergibile di nuova generazione, più grosso dei precedenti. Nel 1991 il Ministero della Difesa autorizzò l’avvio degli studi preliminari delle nuove unità, note allora come B2T, con avvio della fase concettuale per la riduzione dei rischi del nuovo programma nel 1994. La stipula del contratto per la costruzione di 3 unità, del valore di 2 miliardi di sterline, avvenne nel marzo 1997 dopo una gara fra la GEC-Marconi e la VSEL/Rolls Royce. In quella occasione i battelli furono denominati Astute, Ambush e Artful, con la prima unità che diede il nome alla classe.
La gara fu vinta dalla GEC-Marconi che, però, non disponeva di esperienza diretta nella costruzione delle grandi unità d’attacco a propulsione nucleare e quindi, dopo essersi accorpata con la VSEL/Rolls-Royce, affidò a quest’ultima la costruzione dei battelli da realizzarsi presso il cantiere navale di Barrow-in-Furness utilizzando l’enorme Devonshire Dock Hall (DDH). I nuovi riassetti societari dell’industria britannica fecero sì che la costruzione delle unità passasse alla BAE Systems Maritime – Submarines.

## Caratteristiche tecniche
Gli Astute sono estremamente silenziosi e dispongono di un sistema di propulsione pump-jet con elica intubata, alimentato da un reattore nucleare, e sono armati di 6 tubi lanciasiluri da 533 mm in grado di lanciare siluri Spearfish e missili da crociera Tomahawk Block IV TLAM. Non è prevista l'integrazione di missili antinave Sub-Harpoon.
La suite di sensori presenta un elevato grado di integrazione ed è imperniata sul sistema sonar Type 2076 che comprende sensori attivi e passivi da prua a poppa e trainati.

## Impiego operativo
L'8 aprile 2011 a bordo del sottomarino nucleare Astute sono stati sparati colpi di pistola, mentre era ormeggiato al porto di Southampton.

## Unità
| Nome      | Pennant number | Stato                                                         | Impostazione    | Varo           | Ingresso in servizio |
| --------- | -------------- | ------------------------------------------------------------- | --------------- | -------------- | -------------------- |
| Astute    | S119           | In servizio                                                   | 31 gennaio 2001 | 8 giugno 2007  | 27 agosto 2010       |
| Ambush    | S120           | In servizio                                                   | 22 ottobre 2003 | 6 gennaio 2011 | 1 marzo 2013         |
| Artful    | S121           | In servizio                                                   | 11 marzo 2005   | 17 maggio 2014 | 18 marzo 2016        |
| Audacious | S122           | In servizio                                                   | 24 marzo 2009   | 28 aprile 2017 | 24 settembre 2021    |
| Anson     | S123           | In servizio                                                   | 13 ottobre 2011 | 19 aprile 2021 | 22 maggio 2024       |
| Agamemnon | S124           | 18 luglio 2013                                                |                 | 4 ottobre 2024 | Atteso nel 2025      |
| Agincourt | S125           | Costruzione confermata nell'ottobre 2010. In attesa di ordine |                 |                | Atteso nel 2026      |

### Annotazioni
1. ↑  I dati dell'armamento e dell'elettronica sono riferiti all'entrata in servizio.
2. ↑  Acronimo di Future Attack SubMarine.
3. ↑  Che significa Underwater Future Capability.
4. ↑  Così chiamati perché si trattava di un'evoluzione della precedente classe Trafalgar.
5. ↑  La competizione prevedeva la fornitura del supporto di servizio per i primi 8 anni di vita operativa.

### Fonti
1. ↑  Cosentino 2017, p. 51.
2. ↑  Robert Hutchinson, Jane's Submarines, 2005
3. 1 2 3  SSN Astute Class - Naval Technology
4. 1 2  < Copia archiviata, su navy-matters.beedall.com. URL consultato l'8 aprile 2006 (archiviato dall'url originale il 13 aprile 2006).>
5. 1 2 3 4 5 6 7 8  Cosentino 2017, p. 48.
6. 1 2 3  Cosentino 2017, p. 49.
7. ↑  Gb, sparatoria a bordo di un sottomarino nucleare: un morto e un ferito - Corriere della Sera
8. ↑   New UK nuclear submarine launched, su news.bbc.co.uk, BBC, 8 giugno 2007. URL consultato l'8 giugno 2007.
9. ↑  Naval Ship Building Archiviato il 28 luglio 2011 in Internet Archive. Boat 4 news
10. ↑  Naval Ship Building Archiviato l'11 marzo 2016 in Internet Archive. Boat 5 news

### Periodici
- Michele Cosentino, I sottomarini classe Astute, in Rivista Italiana Difesa, n. 8, Chiavari, Giornalistica Cooperativa Riviera s.r.l., agosto 2017,  pp. 46-61.